# Campeonato Mundial de Ciclismo em Estrada de 1984
Os Campeonatos do mundo de ciclismo em estrada de 1984 celebrou-se na cidade espanhola de Barcelona em 1 de setembro de 1984. Ao ser ano olímpico, todos os eventos olímpicos serviram como campeonatos do mundo, deixando só a corrida profissional de estrada por se disputar.

## Resultados
| Event                     | Ouro                         | Ouro     | Prata                  | Prata | Bronze               | Bronze   |
| ------------------------- | ---------------------------- | -------- | ---------------------- | ----- | -------------------- | -------- |
| Provas masculinas         |                              |          |                        |       |                      |          |
| Homens - corrida em linha | Claude Criquielion · Bélgica | 6.46'46" | Claudio Corti · Itália | + 14" | Steve Bauer · Canadá | + 1' 01" |